# Eduardo Chávez
Eduardo Chávez Hernández (ur. 25 stycznia 1987 w Los Reyes) – meksykański piłkarz występujący na pozycji prawego obrońcy.

## Kariera klubowa
Chávez rozpoczynał swoją karierę w klubie Jaguares de Chiapas z miasta Tuxtla Gutiérrez, do którego seniorskiego zespołu został włączony w wieku dwudziestu lat przez szkoleniowca René Isidoro Garcíę. W meksykańskiej Primera División zadebiutował 3 listopada 2007 w przegranym 0:2 spotkaniu z Pachucą, lecz nie potrafił sobie wywalczyć miejsca w wyjściowym składzie i przez cały pobyt w Jaguares pełnił wyłącznie rolę rezerwowego. W styczniu 2011 – wobec iluzorycznych szans na grę – został wypożyczony do drugoligowej ekipy Atlante UTN z siedzibą w Nezahualcóyotl, gdzie spędził pół roku jako podstawowy gracz. Bezpośrednio po tym klub zmienił nazwę na Neza FC, a tam sam zawodnik występował jeszcze przez półtora roku, nie odnosząc jednak większych sukcesów.
Latem 2013 Chávez przeniósł się do nowo założonego, drugoligowego zespołu Alebrijes de Oaxaca, z którym w wiosennym sezonie Clausura 2014 dotarł do finału pucharu Meksyku – Copa MX. Bezpośrednio po tym osiągnięciu został graczem innego drugoligowca – ekipy Altamira FC, gdzie jako kluczowy defensor spędził rok, po czym klub został rozwiązany, a on sam zasilił drugoligowy Correcaminos UAT z miasta Ciudad Victoria. Jego barwy również reprezentował przez rok; podobnie jak w Altamirze miał pewną pozycję w składzie, lecz nie zdołał zanotować poważniejszych osiągnięć. W lipcu 2016 powrócił do najwyższej klasy rozgrywkowej, podpisując umowę z Monarcas Morelia.

## Statystyki kariery
| Chiapas     | 2007–2008 | Meksyk | Liga MX    | 7   | 0 | —  | — | — | — | — | 7   | 0 |
| Chiapas     | 2008–2009 | Meksyk | Liga MX    | 12  | 0 | —  | — | — | — | — | 12  | 0 |
| Chiapas     | 2009–2010 | Meksyk | Liga MX    | 0   | 0 | 1  | 0 | — | — | — | 1   | 0 |
| Chiapas     | 2010–2011 | Meksyk | Liga MX    | 0   | 0 | —  | — | — | — | — | 0   | 0 |
| Atlante UTN | 2010–2011 | Meksyk | Ascenso MX | 12  | 0 | —  | — | — | — | — | 12  | 0 |
| Neza        | 2011–2012 | Meksyk | Ascenso MX | 12  | 0 | —  | — | — | — | — | 12  | 0 |
| Neza        | 2012–2013 | Meksyk | Ascenso MX | 6   | 0 | 5  | 0 | — | — | — | 11  | 0 |
| Chiapas     | 2012–2013 | Meksyk | Liga MX    | 0   | 0 | 5  | 0 | — | — | — | 5   | 0 |
| Alebrijes   | 2013–2014 | Meksyk | Ascenso MX | 16  | 0 | 10 | 0 | — | — | — | 26  | 0 |
| Altamira    | 2014–2015 | Meksyk | Ascenso MX | 25  | 0 | 4  | 0 | — | — | — | 29  | 0 |
| UAT         | 2015–2016 | Meksyk | Ascenso MX | 30  | 0 | 3  | 0 | — | — | — | 33  | 0 |
| Morelia     | 2016–2017 | Meksyk | Liga MX    | 0   | 0 | 0  | 0 | — | — | — | 0   | 0 |
| Ogółem      | Ogółem    | Ogółem | Ogółem     | 120 | 0 | 28 | 0 | — | — | — | 148 | 0 |